# Liste der Bodendenkmäler in Rieden am Forggensee
Auf dieser Seite sind die Bodendenkmäler in der schwäbischen Gemeinde Rieden am Forggensee zusammengestellt. Diese Tabelle ist eine Teilliste der Liste der Bodendenkmäler in Bayern. Grundlage ist die Bayerische Denkmalliste, die auf Basis des Bayerischen Denkmalschutzgesetzes vom 1. Oktober 1973 erstmals erstellt wurde und seither durch das Bayerische Landesamt für Denkmalpflege geführt wird. Die folgenden Angaben ersetzen nicht die rechtsverbindliche Auskunft der Denkmalschutzbehörde.

## Bodendenkmäler der Gemeinde Rieden am Forggensee

### Bodendenkmäler in der Gemarkung Rieden am Forggensee
| Lage                            | Objekt | Akten-Nr.     | Bild |
| ------------------------------- | --- | ------------- | ---- |
| Rieden am Forggensee (Standort) | Straße der römischen Kaiserzeit (Via Claudia). | D-7-8330-0003 |      |
| Rieden am Forggensee (Standort) | Abschnittsbefestigung vor- und frühgeschichtlicher Zeitstellung.                                                                                    | D-7-8330-0016 |      |
| Rieden am Forggensee (Standort) | Siedlung der römischen Kaiserzeit. | D-7-8330-0041 |      |
| Rieden am Forggensee (Standort) | Station des Mesolithikums. | D-7-8330-0043 |      |
| Rieden am Forggensee (Standort) | Bestattungsplatz der Neuzeit. | D-7-8330-0050 |      |
| Rieden am Forggensee (Standort) | Station des Spätpaläolithikums und des Spätmesolithikums, Siedlung des Altneolithikums sowie Einzelfunde der römischen Kaiserzeit.                  | D-7-8330-0055 |      |
| Rieden am Forggensee (Standort) | Siedlung der Steinzeit. | D-7-8330-0056 |      |
| Rieden am Forggensee (Standort) | Frühneuzeitliche Befunde im Bereich der Katholischen Pfarrkirche zu den hl. fünf Wunden in Rieden am Forggensee.                                    | D-7-8330-0092 |      |
| Rieden am Forggensee (Standort) | Mittelalterliche und frühneuzeitliche Befunde im Bereich der Katholischen Filialkirche St. Urban in Rieden am Forggensee und ihrer Vorgängerbauten. | D-7-8330-0107 |      |